# Pseudodidymocentrus excavatipennis
Pseudodidymocentrus excavatipennis là một loài bọ cánh cứng trong họ Cerambycidae.